# Pedro Fernandes de Queirós

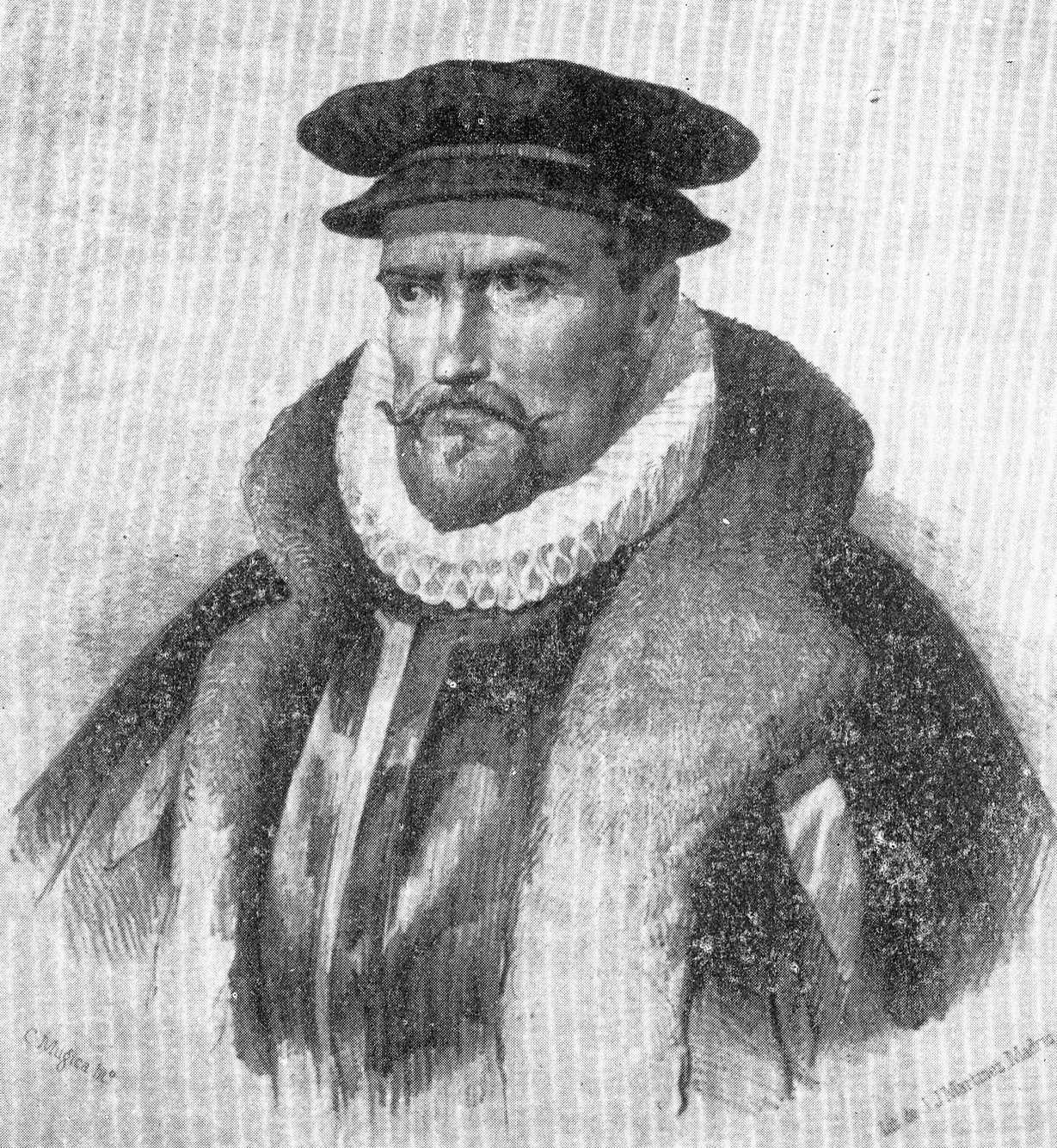
Pedro Fernandes de Queirós

Pedro Fernandes de Queirós (Évora, Portugal 1565 – Panama, 1615) of (in het Spaans) Pedro Fernández de Quirós was een Portugese ontdekkingsreiziger die bekend is door zijn betrokkenheid bij de Spaanse ontdekkingsreizen in de Stille Oceaan, in het bijzonder de reis van 1595 tot 1596 van Álvaro de Mendaña de Neira, en zijn eigen expeditie van 1605 tot 1606 door de Stille Oceaan op zoek naar Terra Australis.

## Deelname aan de expeditie van Álvaro de Mendaña de Neira
Queirós was 30 jaar oud toen hij in 1595 als opperpiloot vanuit de haven van Paita (Peru) vertrok, onder bevel van Álvaro de Mendaña de Neira. Mendaña had een concessie verkregen voor de Salomonseilanden, die hij in 1565 zelf had ontdekt, ten oosten van Nieuw-Guinea. De expeditie had weinig succes en eindigde roemloos in Manilla, maar Queirós bracht een van de schepen terug naar Acapulco (Mexico). Tijdens deze reis begon Queirós te dromen van het grote hypothetische continent dat op kaarten en globes de zuidelijke delen van de aarde leek te bedekken. Hij geloofde dat daar miljoenen zielen tot het katholieke geloof konden worden bekeerd en onder Spaanse heerschappij gebracht. Queirós besloot zijn leven te wijden aan de ontdekking van dit zuidland en heeft dat doel tot zijn dood nagestreefd.

## Voorbereidingen voor een expeditie naar hetTerra Australis

### Verzoek aan de onderkoning van Peru
Queirós keerde op 11 december 1597 terug van de reis met Mendaña en ging voor anker bij Acapulco. Daar stapte hij over op een kustvaartuig dat hem op 3 mei naar Paita bracht, waarna hij over land naar Lima reisde. De onderkoning van Peru, Don Luis de Velasco, ontving hem welwillend, maar weigerde in te gaan op zijn voorstel om direct een expeditie naar het zuidland te organiseren. Mogelijk was de onderkoning niet bevoegd om zelf zo'n onderneming te starten of wilde hij tijd winnen. Hij verwees Queirós in ieder geval door naar de koning van Spanje, maar voorzag hem wel van aanbevelingsbrieven. 
Niet ontmoedigd vertrok Queirós vanuit Callao naar Panama, reisde over land naar Puerto Bello en ging daar aan boord van een schip naar Cartagena. In Cartagena veroorzaakte de dreiging van een Engelse vloot onder leiding van de graaf van Cumberland grote onrust, maar de situatie kalmeerde met de komst van een Spaanse vloot onder Don Luis Fajardo. Queirós kreeg een plek op deze vloot, die op 1 november aan de terugreis begon. Na veel gevaren keerde de vloot echter op 3 maart 1599 terug naar Cartagena. Na nog veel omzwervingen bereikte Queirós op 25 februari 1600 uiteindelijk Cádiz.

### Gunst van de paus
Vanuit Cádiz reisde de vastberaden Queirós naar Sevilla, waar hij besloot eerst de paus voor zijn plannen te winnen om aan het Spaanse hof meer kans op succes te hebben. Hij verkocht zijn laatste bezittingen, nam de pelgrimsstaf op en begon te voet aan zijn reis naar Cartagena (Spanje). Daar vond hij galeien die hem naar de republiek Genua brachten. Vanuit Genua vervolgde hij zijn reis als pelgrim naar Rome. 
In Rome ging hij eerst langs bij de Spaanse ambassadeur, de hertog van Sesa, die zijn plannen welwillend aanhoorde. Na advies te hebben ingewonnen bij enkele vooraanstaande kosmografen, regelde de hertog een audiëntie bij paus Clemens VIII. De paus luisterde aandachtig naar Queirós, moedigde hem aan in zijn voornemens en gaf hem aanbevelingsbrieven mee voor het Spaanse hof. Ook de Spaanse ambassadeur voegde zijn eigen aanbeveling toe.

### Verzoek aan de koning van Spanje
Queirós reisde via Genua naar Barcelona. Vanuit Barcelona ging hij verder naar het Escorial, waar hij op 17 juni 1602 door de koning in audiëntie werd ontvangen. Het pauselijke aanbevelingsschrijven maakte grote indruk: binnen een jaar (op 31 maart en 9 mei 1603) ontving Queirós koninklijke besluiten. Hierin werd de onderkoning van Peru opgedragen om twee schepen beschikbaar te stellen, zodat Queirós zijn ontdekkingsreizen in de Stille Zuidzee kon voortzetten.

### Terugreis naar Peru
In de zomer van 1603 begon de onvermoeibare Queirós aan zijn terugreis naar Peru, maar deze verliep verre van voorspoedig. Zijn schip leed schipbreuk bij de Las Aves-archipel (in de buurt van Bonaire), waardoor hij acht maanden in Caracas moest blijven. De plaatselijke autoriteiten boden hem geen enkele steun, en zelfs de koninklijke bevelschriften maakten geen indruk. Desondanks slaagde Queirós erin om Cartagena, Puerto Bello en Panama te bereiken. 
Volledig blut kwam hij daar in de schulden terecht en was hij, na een ongeluk waarbij hij gewond raakte, afhankelijk van particuliere liefdadigheid. Nauwelijks hersteld vond hij een plek op een schip dat koers zette naar Callao. Op 6 maart 1605 bereikte hij uiteindelijk zijn bestemming. Daar huurde hij paarden van een oude bekende, reisde ’s nachts verder naar Lima en vond onderdak bij een pottenbakker, die hem drie dagen gastvrijheid verleende.

## De expeditie naar het onbekende zuidland
De onderkoning, Don Gaspar de Zuñiga y Azevedo, Graaf van Monterrey, ontving Queirós in audiëntie. Hij erkende dat de koninklijke bevelen uitgevoerd moesten worden en besloot daarom tegen het einde van 1605 drie schepen aan te schaffen: twee grote vaartuigen en een pinas (of zabra). Het schip waarop Queirós het opperbevel zou voeren, de San Pedro y San Pablo, was 150 ton groot. Het tweede vaartuig, de San Pedro, onder het bevel van Luiz Váez de Torres, was 120 ton. De pinas, Los tres Reyes, was het kleinste schip. De gezamenlijke bemanning bestond uit bijna 300 man.
Queirós kreeg de vrijheid om de expeditie naar eigen inzicht te leiden en zette koers naar het westzuidwesten vanuit Callao, met als doel het zuidelijk vasteland te bereiken, dat hij dacht te vinden op 30° zuiderbreedte. Van 21 december 1605 tot 26 januari 1606 voer hij in die richting, maar op 26° zuiderbreedte veranderde hij de koers naar westnoordwest. Deze koersverandering is achteraf te betreuren; als Queirós de oorspronkelijke koers had voortgezet, zou hij waarschijnlijk Nieuw-Zeeland hebben ontdekt, en door westwaarts te zeilen op 30° zuiderbreedte had hij mogelijk New South Wales bereikt. 
De koersverandering was gebaseerd op Queirós’ ervaring met Mendaña’s expeditie. Queirós besloot op de breedtegraad van 10° west te blijven, met de bedoeling het door Mendaña ontdekte Santa Cruz (Salomoneilanden) te bereiken en van daaruit verder naar het zuiden te onderzoeken. Het volgen van deze breedtegraad leidde tot de ontdekking van twee eilanden en, door westwaarts te zeilen, kwam hij uiteindelijk aan bij Taumaco (de Duffeilanden, 90 zeemijlen noordoost van Santa Cruz). Hier ontmoette hij een plaatselijke leider, die hem erop wees dat er een groot land in het zuiden moest zijn. Queirós verlegde zijn koers naar het zuiden en ontdekte verschillende eilanden. Uiteindelijk dacht hij de kust van het gezochte zuidland te hebben gevonden, maar het bleek in feite de noordelijke uitlopers van de Vanuatu te zijn. Hij noemde het grootste eiland Austrialia del Espíritu Santo.
De schepen brachten 35 dagen door in de noordbaai van het eiland (tot 8 juni 1606) en verlieten deze met de bedoeling de ontdekking van het vermeende Terra Australis voort te zetten. Queirós en Torres verloren elkaar echter uit het oog en konden elkaar niet meer vinden. Queirós probeerde Santa Cruz te bereiken, maar toen ze de breedtegraad van dat eiland naderden, werd in de scheepsraad besloten de reis te staken en terug te keren naar Acapulco (Mexico). Deze overtocht duurde meer dan vijf maanden (van 18 juni tot 23 november 1606). 
Tijdens deze tocht ontdekte hij de eilanden Ducie, Henderson en Marutea Sud, Aburac, Anaa, Niau, Makatea en Mataiva, onderdeel van de Tuamotueilanden, en de eilanden Humphrey en Gente Hermosa, die zich op ongeveer 10° zuiderbreedte bevinden. 
Vanuit Acapulco reisde de onvermoeide Queirós naar Mexico, en van daaruit naar Spanje, met de hoop na het rapporteren van de ontdekking van Austrialia del Espíritu Santo opnieuw voor een expeditie te worden uitgezonden. Het was 9 oktober 1607 toen Queirós, nadat hij alles had verkocht en geld bij vrienden had geleend, in Madrid aankwam.

## Tegenwerking voor een tweede expeditie
In Madrid was Queirós voornamelijk bezig met het schrijven van verzoeken en pleidooien, het bijwonen van commissies en het beantwoorden van vragen. Gedurende de eerste elf dagen van zijn verblijf had hij geen geld of middelen om papier en inkt te kopen; daarom schreef hij zijn eerste Memoriael op de blanco pagina’s van een vlugschrift en betaalde de drukkersrekening met de opbrengst van de verkoop van enkele van zijn onderkleren. Het tweede Memoriaal betaalde hij met de verkoop van beddengoed, en voor het derde gebruikte hij de opbrengst van het verpanden van zijn koninklijke standaard, die hij had gebruikt om het gebied Espíritu Santo voor de koning in bezit te nemen. Na 17 maanden van grote armoede kreeg hij uiteindelijk een steun van 500 dukaten van de koning.
In de vijftig maanden die volgden, bood Queirós vijftig vertogen aan, waarvan er acht bewaard zijn gebleven. Het eerste, nog bestaande, dateert van 1607, en het tweede, dat chronologisch het achtste is, komt uit 1610. Dit is het door Hessel Gerritsz vertaalde Memoriael. Hieruit blijkt hoe ver de verbeelding kan reiken en wat in 1612 werd beschouwd als een belangrijke geografische ontdekking.
Uit de notulen van de Spaanse Staatsraad van juli 1609 blijkt hoe Queirós’ verzoeken en argumenten door de regering werden ontvangen. De Raad beschouwde de uitgaven voor ontdekkingsreizen, zoals Queirós die voorstelde, als onverantwoord en vond het verstandiger om geld te besteden aan de exploratie van Peru en Mexico zelf. Ze beschouwden Queirós echter als een ontevreden en gevaarlijke man, iemand die zijn kennis mogelijk aan de Engelsen zou kunnen aanbieden – een oordeel dat hij waarschijnlijk niet verdiende. De Raad overwoog daarom om hem in Madrid met vriendelijke woorden tevreden te houden of hem ergens in de kaartendepots aan het werk te zetten. Minder gepast was het besluit dat uiteindelijk werd genomen: als Queirós echt vastbesloten was om naar Peru te vertrekken, zou hij worden geholpen en een aanbeveling voor de onderkoning krijgen, maar er zou ook een geheim schrijven worden gestuurd waarin aan de landvoogd werd overgelaten hoe hij Queirós zou ontvangen zonder ooit zijn voorstellen uit te voeren.
Het leek aanvankelijk dat het zo zou verlopen, maar Queirós bereikte Peru nooit meer. Hij overleed in Panama, uitgeput, en werd tot het laatst bijgestaan door zijn trouwe secretaris, Luis Belmonte Bermúdez.

## De invloed van zijn ontdekking

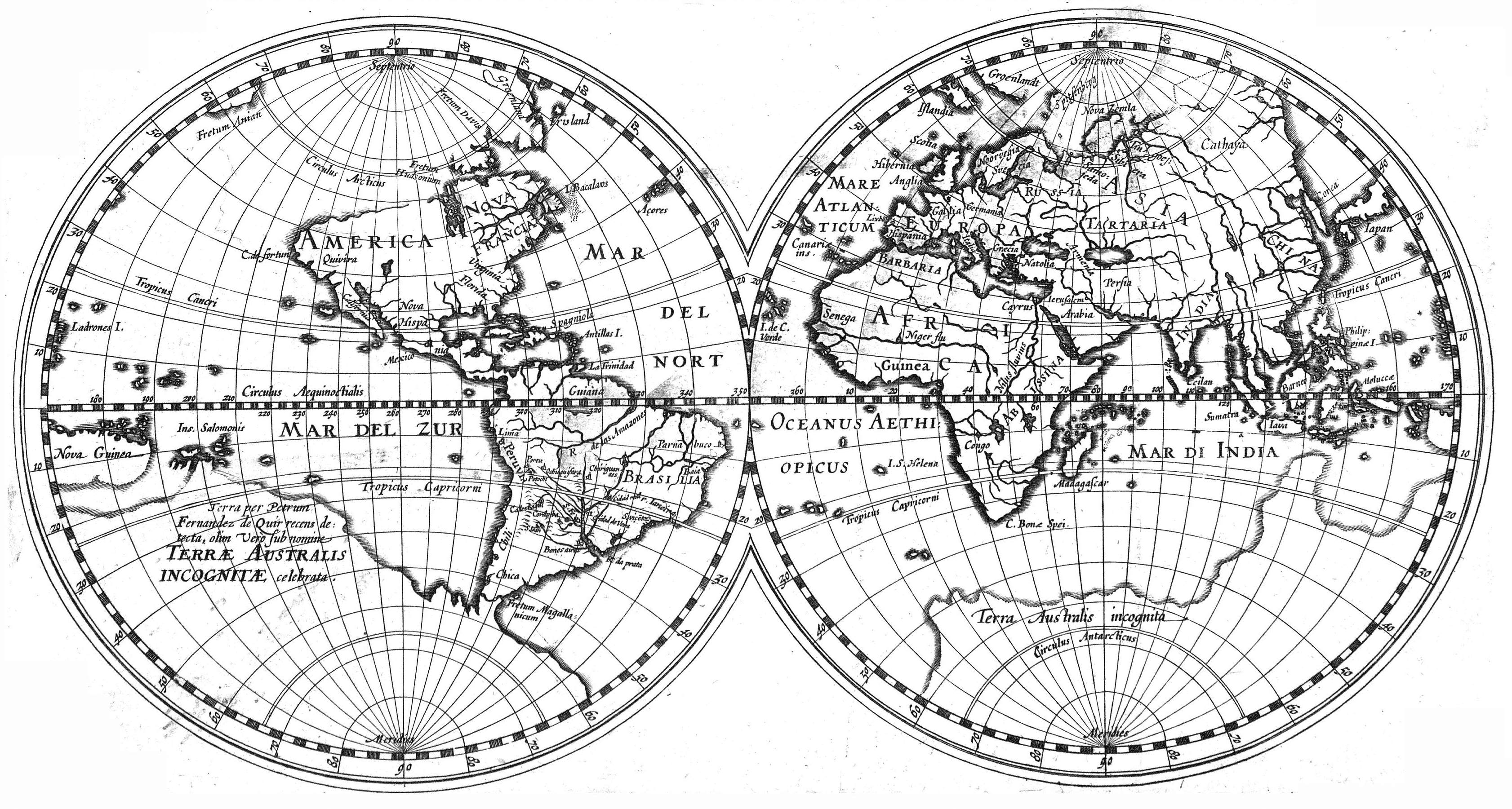
Wereldkaart van Hessel Gerritsz (1612) met de ontdekking van Queirós. Bij de Salomonseilanden staat "Land onlangs ontdekt door Pedro Fernández de Quirós, vroeger bekend onder de naam Terra Australis Incognita."

Het Memoriael van Queirós maakte buiten Spanje grote indruk. Volgens Markham zou er al in 1611 een vertaling in Augsburg zijn verschenen. In 1612 vertaalde Hessel Gerritsz het werk naar het Nederlands. Een interessante vraag is in hoeverre dit Memoriael invloed kan hebben gehad op de reis van Willem Cornelisz Schouten en Jacob le Maire (1615-1617) en mogelijk zelfs een zekere invloed heeft uitgeoefend op de expeditie van de Nassause vloot onder L'Hermite en Schapenham (1623-1626). 
Theodoor de Bry en Hulsius namen het Memoriael op in hun verzamelwerken, en in 1617 verschenen Engelse en Franse vertalingen in Londen en Parijs. Ook Samuel Purchas besteedde aandacht aan het werk. In Nederland werd het opnieuw afgedrukt bij de publicatie van het journaal van de Nassause vloot (ed. Wachter, 1626) en later in Begin ende Voortgangh. Het aantal herdrukken dat daarna volgde, is legio. 
Bij de vertaling in 1612 voegde Hessel Gerritsz een wereldkaart in twee halfronden toe aan het Memoriael. Hierop werden de Salomoneilanden en Terra Australis zo nauwkeurig mogelijk weergegeven op basis van de beschikbare kennis.